# Blang Sapek
Blang Sapek is een bestuurslaag in het regentschap Nagan Raya van de provincie Atjeh, Indonesië. Blang Sapek telt 516 inwoners (volkstelling 2010).